# Adel Theodor Khoury
Adel Theodor Khoury (arab. عادل خوري; ur. 26 marca 1930 r. w Tibnin, w Libanie, zm. 14 lipca 2023 w Bonn) – katolicki teolog.

## Życiorys
Do przejścia na emeryturę w 1993 r. był dziekanem wydziału teologii na Westfalskim Uniwersytecie Wilhelma w Münsterze.
Prof. Khoury znany jest ze swej działalności na rzecz dialogu międzyreligijnego pomiędzy chrześcijaństwem i islamem. Jego dziełem jest nowe tłumaczenie Koranu na język niemiecki, dokonane ponad podziałami, które istnieją między różnymi odłamami i sektami muzułmańskimi.
W 1966 prof. Khoury przetłumaczył też kilka XIV w. dialogów między Manuelem II Paleologiem a uczonym Persem, który przypuszczalnie władał greką. Benedykt XVI przytoczył tę pracę w swym wykładzie ratyzbońskim, wzbudzając gwałtowne reakcje w świecie muzułmańskim.

## Publikacje
- Manuel Paléologue. Entretiens avec un Musulman, Introduction, texte critique, traduction et nites par Theodore Khoury, Editions du cerf, Paris 1966
- Einführung in die Grundlagen des Islams. Graz, Wien, Köln: Styria 1978 ISBN 3-222-11126-X
- Der Islam: sein Glaube, seine Lebensordnung, sein Anspruch. Freiburg im Breisgau; Basel; Wien: Herder 1988 u.ö. ISBN 3-451-04167-7
- (Ed.): Lexikon des Islam: Geschichte, Ideen, Gestalten. 3 Bde., 1. Aufl. 1991 ISBN 3-451-04036-0; überarbeitete Neuaufl. 1999 ISBN 3-451-04753-5; CD-ROM 2004 ISBN 3-89853-447-2
- (Hg.): Das Ethos der Weltreligionen. Freiburg im Breisgau; Basel; Wien: Herder 1993 ISBN 3-451-04166-9
- Christen unterm Halbmond: religiöse Minderheiten unter der Herrschaft des Islam. Freiburg im Breisgau; Basel; Wien: Herder 1994 ISBN 3-451-22851-3
- (Ed.): Kleine Bibliothek der Religionen. 10 Bde., Freiburg im Breisgau; Basel; Wien: Herder 1995-2001
- zus. m. Peter Heine und Janbernd Oebbecke: Handbuch Recht und Kultur des Islams in der deutschen Gesellschaft: Probleme im Alltag - Hintergründe - Antworten. Gütersloh: Gütersloher Verl.-Haus 2000 ISBN 3-579-02663-1
- Der Islam und die westliche Welt: religiöse und politische Grundfragen. Darmstadt: WBG; Primus 2001 ISBN 3-89678-437-4
- Mit Muslimen in Frieden leben: Friedenspotentiale des Islam. Würzburg: Echter 2002 ISBN 3-429-02455-2
- (Ed.): Krieg und Gewalt in den Weltreligionen: Fakten und Hintergründe. Freiburg im Breisgau; Basel; Wien: Herder 2003 ISBN 3-451-28245-3
- (Übersetzung und Kommentar): Der Koran: arabisch-deutsch. Gütersloh: Kaiser, Gütersloher Verl.-Haus 2004 ISBN 3-579-05408-2
- Der Koran: erschlossen und kommentiert von Adel Theodor Khoury. Düsseldorf: Patmos 2005 ISBN 3-491-72485-6; Por. (Recenzję autorstwa H-Soz-u-Kult)
- (Ed.): Die Weltreligionen und die Ethik. Freiburg im Breisgau; Basel; Wien: Herder 2005 ISBN 3-451-05648-8
- Sufanieh: eine Botschaft für die Christen in der Welt. Altenberge: Oros 2005 ISBN 3-89375-212-9